# Uxbridge (Massachusetts)
Uxbridge è un comune degli Stati Uniti d'America, nella Contea di Worcester, nello Stato del Massachusetts, a circa 54 km a sudovest di Boston.